# Хамингов код (7,4)
У теорији кодирања Хамингов код (7,4) је линеарни код за корекцију грешке који кодира 4 бита података у 7 битова тако што додаје 3 бита парности. Хамингов код (7,4) је део веће породице Хамингових кодова, али термин Хамингов код се обично односи на овај специфични код који је 1950. године увео Ричард Хаминг. Својевремено, Хаминг је радио у Bell Labs-у и био је фрустриран грешкама читача за бушене картице, због тога је почео да ради на кодовима за исправљање грешака.
Хамингов код додаје 3 додатна бита провере сваком четвртом биту податка у поруци. Хамингов (7,4) алгоритам може да исправи сваку једно-битну грешку, или да детектује све једнобитне и двобитне грешке. Другим речима, минимално Хамингово растојање између било две кодиране речи је 3, и примљене речи могу бити исправно декодиране ако су на растојању од највише једане кодне речи која је прослеђена од пошиљаоца. То значи да за пренос средњег случаја где се енгл. burst грешке не извршавају, Хамингов код (7,4) је ефикасан.

## Циљ
Циљ Хаминговог кода је да креира скуп парности бита који се преклапају тако да једно-битна грешка (вредност бита је логички је флипована) у биту податка или парности бита може бити детектована и исправљена. Док може да се креира више преклапања, општи метод је представљен у Хаминговим кодовима.
| Бит#                  | 1                     | 2                     | 3                     | 4                     | 5                     | 6                     | 7                     |
| Преносиви бит         | {\displaystyle p_{1}} | {\displaystyle p_{2}} | {\displaystyle d_{1}} | {\displaystyle p_{3}} | {\displaystyle d_{2}} | {\displaystyle d_{3}} | {\displaystyle d_{4}} |
| --------------------- | --------------------- | --------------------- | --------------------- | --------------------- | --------------------- | --------------------- | --------------------- |
| {\displaystyle p_{1}} | Да                    | Не                    | Да                    | Не                    | Да                    | Не                    | Да                    |
| {\displaystyle p_{2}} | Не                    | Да                    | Да                    | Не                    | Не                    | Да                    | Да                    |
| {\displaystyle p_{3}} | Не                    | Не                    | Не                    | Да                    | Да                    | Да                    | Да                    |
Ова табела описује који бит парности покрива које преносне битове у кодираној речи. На пример, p2 обезбеђује парну парност за битове 2, 3, 6, & 7. Она такође, читајући колоне, детаљно описује који бит преноси који бит парности На пример, d1 је покривено са p1 и p2 али не са p3. Ова табела ће упадљиво личити на матрицу провере парности (H) у седећој секцији.
Штавише, ако су колоне парности у горњој табели уклоњене
|                       | {\displaystyle d_{1}} | {\displaystyle d_{2}} | {\displaystyle d_{3}} | {\displaystyle d_{4}} |
| --------------------- | --------------------- | --------------------- | --------------------- | --------------------- |
| {\displaystyle p_{1}} | Да                    | Да                    | Не                    | Да                    |
| {\displaystyle p_{2}} | Да                    | Не                    | Да                    | Да                    |
| {\displaystyle p_{3}} | Не                    | Да                    | Да                    | Да                    |
затим сличност са редовима 1, 2, & 4 генератора кода матрице (G) испод, такође ће бити очигледна.
Дакле, правилно бирајући покривеност бита парности, све грешке са Хаминговим растојањем од 1, могу да се открију и исправе, што је и поента коришћења Хаминговог кода.

## Хамингове матрице
Хамингови кодови се могу рачунати у терминима линеарне алгебре матрице, зато што су Хамингови кодови линеарни кодови. За сврхе Хамингових кодова, две Хамингове матрице се могу дефинисати: код генератора матрице G и  матрица провере парности H:
{\displaystyle \mathbf {G} :={\begin{pmatrix}1&1&0&1\\1&0&1&1\\1&0&0&0\\0&1&1&1\\0&1&0&0\\0&0&1&0\\0&0&0&1\\\end{pmatrix}},\qquad \mathbf {H} :={\begin{pmatrix}1&0&1&0&1&0&1\\0&1&1&0&0&1&1\\0&0&0&1&1&1&1\\\end{pmatrix}}.}
Као што смо у делу изнад 
As mentioned above, rows 1, 2, & 4 of G should look familiar as they map the data bits to their parity bits:

## Све кодне речи
Пошто је извор само 4 бита онда постоји само 16 могућих преносивих речи. Укључена је 8-битна вредност уколико се користи додатни бит парности (Битови података су приказани у плавој боји, парност бита је приказана у црвеној боји, и екстра парност бита је приказана у зеленој боји.)
| Подаци {\displaystyle ({\color {blue}d_{1}},{\color {blue}d_{2}},{\color {blue}d_{3}},{\color {blue}d_{4}})} | Хаминг(7,4) | Хаминг(7,4)                          | Хаминг(7,4) са екстра битом парности (Хаминг(8,4)) | Хаминг(7,4) са екстра битом парности (Хаминг(8,4))                   |
| Подаци {\displaystyle ({\color {blue}d_{1}},{\color {blue}d_{2}},{\color {blue}d_{3}},{\color {blue}d_{4}})} | Пренесено {\displaystyle ({\color {red}p_{1}},{\color {red}p_{2}},{\color {blue}d_{1}},{\color {red}p_{3}},{\color {blue}d_{2}},{\color {blue}d_{3}},{\color {blue}d_{4}})} | Дијаграм                             | Пренесено {\displaystyle ({\color {red}p_{1}},{\color {red}p_{2}},{\color {blue}d_{1}},{\color {red}p_{3}},{\color {blue}d_{2}},{\color {blue}d_{3}},{\color {blue}d_{4}},{\color {green}p_{4}})} | Дијаграм                                                             |
| --- | --- | ------------------------------------ | --- | -------------------------------------------------------------------- |
| 0000 | 000000 | Хамингов код за 0000 постаје 0000000 | 0000000 | Хамингов код за 0000 постаје 0000000 са екстра битом парности 0      |
| 1000 | 1110000 | Хамингов код за 1000 постаје1000011  | 11100001 | Хамингов код за 1000 постаје 1000011 са екстра битом парности 1      |
| 0100 | 1001100 | Хамингов код за 0100 постаје 0100101 | 10011001 | Хамингов код за 0100 постаје 0100101 са екстра битом парности 1      |
| 1100 | 011100 | Хамингов код за 1100 постаје 1100110 | 0111000 | Хамингов код за 1100 постаје 1100110 са екстра битом парности 0      |
| 0010 | 0101010 | Хамингов код за 0010 постаје 0010110 | 01010101 | Хамингов код за 0010 постаје 0010110 са екстра битом парности 1      |
| 1010 | 101010 | Хамингов код за 1010 постаје 1010101 | 1010100 | Хамингов код за 1010 постаје 1010101 са екстра битом парности 0      |
| 0110 | 110110 | Хамингов код за 0110 постаје 0110011 | 1101100 | Хамингов код за 0110 постаје 0110011 са екстра битом парности 0      |
| 1110 | 0010110 | Хамингов код за 1110 постаје 1110000 | 00101101 | Хамингов код за 1110 постаје 1110000 са екста битом парности 1       |
| 0001 | 1101001 | Хамингов код за 0001 постаје 0001111 | 11010010 | Хамингов код за 0001 постаје 0001111 са екстра битом парности 0      |
| 1001 | 001001 | Хамингов код за 1001 постаје 1001100 | 0010011 | Хамингов код за 1001 постаје 1001100 са екстра битом парности 1      |
| 0101 | 010101 | Хамингов код за 0101 постаје 0101010 | 0101011 | Хамингов код за 0101 постаје 0101010 са екстра битом парности 1      |
| 1101 | 1010101 | Хамингов код за 1101 постаје 1101001 | 10101010 | Хамингов код за 1101 постаје 1101001 са екстра битом парности 0      |
| 0011 | 100011 | Хамингов код за 0011 постаје 0011001 | 1000111 | Хамингов код за 0011 постаје 0011001 са екстра битом парности 1      |
| 1011 | 0110011 | Хамингов код за 1011 постаје 1011010 | 01100110 | Хамингов код за 1011 постаје 1011010 са екстра битом парности 0      |
| 0111 | 0001111 | Хамингов код за 0111 постаје 0111100 | 00011110 | Хамингов код за 0111 постаје 0111100 са екстра битом парности 0      |
| 1111 | 111111 | Хамингов код за 1111 постаје 1111111 | 1111111 | Хамингов код за 1111 постаје 1111111 са једним екстра битом парности |